# 平山相太
平山相太（1985年6月6日—），已退役日本足球運動員，司職前鋒，前日本國家足球隊成員。

## 俱樂部生涯
平山相太出生于1985年，有1.9米的身高，他曾是日本高中联赛的两届得分王，同时也创下了该联赛进球17个、一届比赛进9球的最高记录，并率领本队夺得共有4800多支球队参加的全国高中联赛冠军。该球员高中毕业之后，在多达8支俱乐部相中，却选择了进入日本著名的筑波大学。平山相太曾参加过世青赛、奥运会，被日本足协主席川渊三郎指定为2008年奥运会的主力球员。
2005年7月，平山相太前往荷甲球队飞燕诺试训，却与荷甲升班马赫拉克莱斯签约。8月20日，他在和ADO海牙的联赛中替补出场，首次参加职业赛事，并在15分钟内连进2球，帮助赫拉克勒斯2比1逆转对手。
下個赛季开幕不久，平山相太便以希望回国完成大学课程为由终止了合同，回到日本几天后，他却以自由球员身份与FC东京签约。
2006年9月30日，在与新潟天鹅的比赛中，平山相太第一次代表FC东京出场，在10月7日对名古屋鲸鱼的比赛中打进在日职联赛的第一个进球。
平山相太在2017年离开FC东京之后，转会去到了仙台维加泰，但是没有为球队出场过。
日职联赛的仙台维加泰官方宣布，球队高中锋平山相太受困于伤病，不得不选择退役。

## 国家队生涯
平山相太17岁就代表日本参加2003年世界青年足球锦标赛中表现出色，打进2球。
2004年，平山相太入选了日本23歲以下足球代表隊参加雅典奥运会，并在对巴拉圭的比赛中替补出场。
2005年，平山相太代表日本第二次参加世界青年足球锦标赛，在小组赛与荷兰的比赛中打进一球。
2007年，在北京奥运会亚洲区预选赛中平山相太打进5个进球，可是最终他没能入选日本参加奥运会的名单。
2010年1月6日，平山相太在2011年亚洲盃外围赛和也门的赛事中第一次代表国家队出场，他在这场比赛中上演帽子戏法，帮助日本3比2击败对手。

## 外部連結
- 平山相太 – FIFA國際賽競賽紀錄 (存檔)
- 平山相太在 National-Football-Teams.com 上的出场纪录
- Japan National Football Team Database （页面存档备份，存于）
- 日本職業足球聯賽中的平山相太 （日語）
- Profile at Vegalta Sendai
- Rising Sun News profile，存档于（存檔日期 11 May 2006）